# Émile Liquard
 (juillet 2020).
Si vous disposez d'ouvrages ou d'articles de référence ou si vous connaissez des sites web de qualité traitant du thème abordé ici, merci de compléter l'article en donnant les références utiles à sa vérifiabilité et en les liant à la section « Notes et références ».
Émile Liquard, né le 4 février 1905 à Saint-Germain-d'Esteuil et mort le 25 janvier 1984 à Lesparre, est un homme politique français.

## Biographie
Après des études qui le conduisent jusqu'au diplôme d'ingénieur agronome, Émile Liquard travaille dans l'exploitation viticole familiale de Beaulieu.
En 1935, il commence une carrière politique en devenant maire de Saint-Germain-d'Esteuil, (remplacé par son frère, Henri Liquard, de 1940 à 1942, par la suite, Émile Liquard reprendra la place de son frère en redevenant maire de Saint-Germain-d’Esteuil), puis il devient conseiller général de la Gironde, élu dans le canton de Lesparre.
Son frère, Henri Liquard engagé dans la Résistance, cache chez lui des membres de la famille Vendroux et, par la suite, son épouse devient de ce fait une amie très proche d'Yvonne de Gaulle, née Vendroux.
Réélu maire et conseiller général après la Libération, il mène en vain une liste dite « Unité républicaine » pour l'élection de la première Assemblée constituante, en octobre 1945. Ayant rejoint le Mouvement républicain populaire, il figure en juin 1946 en deuxième position sur la liste de ce parti, menée en Gironde par Henri Teitgen, ce qui lui permet d'être élu député.
À l'assemblée, il s'intéresse essentiellement à la création d'un conseil interprofessionnel des vins de Bordeaux, question qui est aussi suivie par Jean-Raymond Guyon et Jean Sourbet.
De nouveau deuxième de la liste MRP menée par Teitgen en novembre 1946, il est réélu député de la Gironde. Pendant cette législature, il est secrétaire de l'Assemblée nationale, mais ne développe pas un travail parlementaire très intense, et principalement consacré aux questions viticoles.
Pour le reste, il ne se démarque guère des positions du MRP, sauf lorsqu'en mai 1951, il s'oppose à la mise en place des apparentements pour les élections législatives à venir. Cette année là, il rompt avec le MRP pour rejoindre le gaullisme. Il se présente sur la liste du Rassemblement du Peuple Français, menée par Jacques Chaban-Delmas, ce qui lui permet d'être facilement réélu, tandis que le MRP perd tous ses sièges en Gironde.
Vice-président de la Commission des Boissons, il accède en octobre 1955 à la vice-présidence de l'Assemblée, tout en continuant de défendre principalement les intérêts viticoles dans son activité parlementaire.
Après la dissolution du RPF par Charles de Gaulle, Liquard rejoint, comme Chaban, le groupe des Républicains sociaux, et soutient le gouvernement Mendès-France jusqu'au bout.
Réélu, mais de justesse, en 1956, toujours deuxième derrière Chaban, il se distingue en déposant un texte visant à rendre inéligible les citoyens naturalisés français pendant les vingt-cinq années suivant leur naturalisation.
En 1958, il se présente naturellement sous l'étiquette UNR aux législatives, et il est réélu. Il s'investit alors sur les questions européennes. Il est ainsi président de la délégation française à l'Union de l'Europe Occidentale, à partir de 1959, et vice-président du Conseil de l'Europe.
1962 marque cependant la fin de sa carrière parlementaire. Battu aux élections législatives, il se consacre ensuite à ses mandats locaux, jusqu'en 1964 au conseil général, et jusqu'en 1977 à la mairie de Saint-Germain d'Esteuil.